# Nerol
Nerolul este o monoterpenoidă aciclică naturală ce este răspândită în uleiul volatil al unor specii vegetale, precum: Cymbopogon citratus și Humulus lupulus (hamei). Este utilizat în parfumerie.  Analogul cu grupă aldehidă se numește neral. Este izomer cu geraniolul.